# Hornillos de Cerrato (kommunhuvudort)
Hornillos de Cerrato är en kommunhuvudort i Spanien.   Den ligger i provinsen Provincia de Palencia och regionen Kastilien och Leon, i den centrala delen av landet, 180 km norr om huvudstaden Madrid. Hornillos de Cerrato ligger 790 meter över havet och antalet invånare är 119.
Terrängen runt Hornillos de Cerrato är platt norrut, men söderut är den kuperad. Runt Hornillos de Cerrato är det glesbefolkat, med 8 invånare per kvadratkilometer. Närmaste större samhälle är Venta de Baños, 19,5 km väster om Hornillos de Cerrato. Trakten runt Hornillos de Cerrato består till största delen av jordbruksmark.